# Marko Grilc
Marko Grilc (* 7. Juli 1983; † 23. November 2021) war ein slowenischer Snowboarder. Er startete in den Freestyledisziplinen.

## Werdegang
Grilc, der bis 2005 für den kroatischen Verband startete, trat international erstmals bei den Juniorenweltmeisterschaften 2002 in Rovaniemi in Erscheinung. Dort belegte er den 35. Platz in der Halfpipe und den 12. Rang im Snowboardcross. In der Saison 2002/03 gab er in Berlin sein Debüt im Snowboard-Weltcup, wobei er den 41. Platz im Big Air errang und kam bei den Snowboard-Weltmeisterschaften 2003 am Kreischberg auf den 39. Platz im Big Air sowie auf den 34. Rang in der Halfpipe. Bei den Juniorenweltmeisterschaften 2003 in Prato Nevoso wurde er Vierter in der Halfpipe. In der Saison 2008/09 erreichte er im Big Air mit Platz zwei im Stoneham und Rang drei in Moskau seine ersten Podestplatzierungen im Weltcup und zum Saisonende mit dem zweiten Platz im Big-Air-Weltcup sein bestes Gesamtergebnis. Beim Saisonhöhepunkt, den Snowboard-Weltmeisterschaften 2009 in Gangwon, errang er den 14. Platz im Big Air. Nach Platz zwei im Big Air beim Weltcup in Stockholm zu Beginn der Saison 2009/10, siegte er beim Air & Style in Innsbruck und im Slopestyle beim O’Neill Evolution in Davos. Bei den Winter-X-Games-Europe 2010 in Tignes gewann er die Bronzemedaille im Slopestyle. In der Saison 2010/11 holte er im Big Air in London seinen einzigen Weltcupsieg und wurde bei den Snowboard-Weltmeisterschaften 2011 in Barcelona Siebter im Big Air. Zudem kam er bei den Winter-X-Games 2011 in Aspen auf den 14. Platz im Slopestyle und bei den Winter-X-Games-Europe 2011 in Tignes auf den 17. Rang im Slopestyle. Bei den Snowboard-Weltmeisterschaften 2013 im Stoneham belegte er den 67. Platz im Slopestyle. Seinen 22. und damit letzten Weltcup absolvierte er im Dezember 2013 in Copper Mountain, welchen er auf dem 71. Platz im Slopestyle beendete.
Am 23. November 2021 stürzte Grilc auf der Skipiste in Sölden und prallte gegen einen Felsen, wobei er tödliche Verletzungen erlitt.
Grilc war verheiratet und hatte zwei Kinder.

## Weltcupsiege und Weltcup-Gesamtplatzierungen

### Weltcupsiege
| Nr. | Datum            | Ort    | Disziplin |
| --- | ---------------- | ------ | --------- |
| 1.  | 30. Oktober 2010 | London | Big Air   |

### Weltcup-Gesamtplatzierungen
| Saison  | Gesamt | Gesamt | Halfpipe | Halfpipe | Big Air | Big Air |
| Saison  | Punkte | Platz  | Punkte   | Platz    | Punkte  | Platz   |
| ------- | ------ | ------ | -------- | -------- | ------- | ------- |
| 2002/03 | -      | -      | -        | -        | 57      | 87.     |
| 2003/04 | -      | -      | 90       | 81.      | 740     | 16.     |
| 2004/05 | -      | -      | -        | -        | 690     | 21.     |
| 2008/09 | 1640   | 43.    | -        | -        | 1640    | 2.      |
| 2009/10 | 1260   | 52.    | -        | -        | 1260    | 7.      |
| 2010/11 | -      | -      | -        | -        | 1018    | 12.     |
| 2011/12 | -      | -      | -        | -        | 490     | 18.     |